# Гойко Секуловски
Гойко Секуловски или Секулоски (на македонска литературна норма: Гојко Секуловски) е югославски политик и спортен деятел.

## Биография
Роден е на 12 февруари 1925 година в град Прилеп в семейството на Секуле и Ташка. Членува в СКМЮ. Взема участие във формирането на прилепския партизански отряд „Гоце Делчев“. Арестуван е от българската полиция в къщата на Менде Бошковски на 9 февруари 1942 година. Осъден е на 8 години строг тъмничен затвор, които е пратен да излежава във Варна. Освободен е след 9 септември 1944 година.
Завършва история. Става посланик на Югославия в Австралия. Бил е помощник съюзен секретар (заместник-министър) за външни работи на СФРЮ.
Като председател на Управителния съвет на Югославските ПТТ и член на Комисията на ЦК на Съюза на комунистите на Македония е кандидат за представител в Съюзната палата на Събранието на СФРЮ през 1982 година. Председател е на Югославския олимпийски комитет в периода 1973 – 1977 година.
Носител е на „Партизански възпоменателен медал 1941 година“ и други югославски отличия.